# Drieslagstelsel

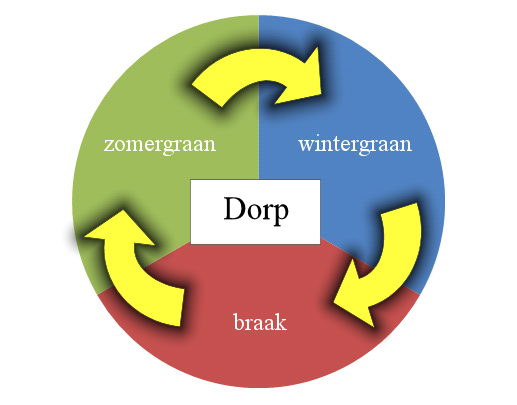
De driejarige cyclus van het drieslagstelsel. In oktober werden wintergranen gezaaid als bv. wintertarwe, winterrogge of spelt, terwijl in het voorjaar de zomergranen zomergerst, haver, zomerrogge of bonen werden gezaaid.

Het drieslagstelsel is een landbouwmethode uit de vroege Middeleeuwen. Hierbij werden de akkergronden of "kouters" in drie stukken verdeeld, in plaats van twee, zoals daarvoor gebruikelijk was. Deze stukken akkergrond worden ook wel eens slagen genoemd, vandaar de naam drieslagstelsel. Elke slag kende een opeenvolgende bezaaiing met winterkoren in het eerste jaar en zomerkoren in het tweede jaar, terwijl het gedurende het derde jaar braak lag. Het braakleggen van de grond duurde 7 tot 14 maanden. Op het braak kon het vee grazen en bovendien voor natuurlijke bemesting zorgen. De invoering van het drieslagstel ging samen met een bevolkingstoename en een voedseltoename. Vooral de opbrengst van het broodgraan nam toe.
Vooral Frankische nederzettingen pasten het toe. Keizer Karel de Grote zag de efficiëntie ervan in, en voerde het stelsel zoveel mogelijk in.

## Achtergrond
De Coutereel was verantwoordelijk voor de verdeling onder de dorpelingen. Het was een vroege vorm van dorpsgezag. Op een stuk grond werden het ene jaar wintergranen (tarwe of rogge) verbouwd, het jaar erna zomergranen (gerst of haver) en het derde jaar lag het braak. De andere twee stukken grond volgden met steeds een jaar verschil, zodat misoogsten opgevangen konden worden met meer verschillende opbrengsten. Daarnaast waren er nateelten van onder andere groenten, waardoor het menu gevarieerder werd. Ook was het belangrijk voor de bodemvruchtbaarheid, de bodemstructuur en het onderdrukken van onkruid.
In latere eeuwen werd de vruchtwisseling steeds ingewikkelder, doordat er meer gewassen kwamen en men het land ging bemesten. De bemesting zorgde voor een betere bodemvruchtbaarheid.

## Efficiëntie
Naar de huidige maatstaven is het een inefficiënte benutting van de bodem, maar er was op dat moment geen alternatief om de vruchtbaarheid van de bodem te verhogen. De zaaizaadfactor bedroeg in de 9e eeuw nog 1 op 2,5 en verbeterde daarna tot 1 op 14. Hierdoor was er een overwicht aan graanteelt. Er was weinig productie van andere gewassen. Kleine boerderijen produceerden weinig meer dan voor eigen gebruik, zodat de commercialiseringsgraad van de landbouw zeer laag lag. Het drieslagstelsel ontstond mede dankzij nieuwe methodes om de grond te bewerken, vooral door het gebruik van de keerploeg. Ondanks de nadelen zorgde dit er met de verhoging van de zaaizaadfactor voor dat hongersnoden voorkomen konden worden, tenzij opeenvolgende jaren van misoogsten de voorraden lieten slinken, zoals tijdens de hongersnood van 1124-1126 en de hongersnood van 1196-1198.

## Sociale en economische effecten
In de Nederlanden raakte het drieslagstelsel vanaf ca. de 12e eeuw in gebruik, met name in Vlaanderen (in het bijzonder de Haspengouw), toen de bevolking toenam. Heel wat dorpspleinen van dorpen die toen ontstaan zijn hebben daardoor nu nog een driehoekige vorm, bijvoorbeeld in Lier, Stevoort, Grobbendonk en Loon. In Viersel is het driehoekig stratenpatroon in de kern wellicht ook gebaseerd op de Frankische nederzetting. Om dezelfde reden werd het "Kempisch dorp" in het openluchtmuseum van Bokrijk aangelegd rond een driehoekig plein. Het drieslagstelsel bestond in twee vormen, een gereglementeerde en een vrije vorm. Bij de gereglementeerde variant, die alleen mogelijk was in koutergebieden, werd op vaste tijdstippen en met dezelfde gewassen gewerkt (Flurzwang). Bij de vrije variant was de pachter vrij om de plaats van zaaien te kiezen.
De grotere productie maakte het mogelijk dat meer mensen zich onttrokken aan de voedselproductie. Dit maakte een groei van de steden en de handel mogelijk. Zo kon Vlaanderen in de 12e eeuw het meest verstedelijkte gebied van Europa worden na het noorden van Italië.

Het drieslagstelsel leidde, samen met erfdeling (het verdelen van de landbouwgrond onder de erfgenamen) tot verregaande verkaveling en grondversnippering.

## Vierslagstelsel
Rond de Vlaamse steden werd al in de 16e eeuw het drieslagstelsel vervangen door het vierslagstelsel, waardoor het knelpunt van het drieslagstelsel, namelijk de braakliggende gronden, werd uitgeschakeld. Rapen, klaver, wortelgewassen en grassen gingen de graanteelt afwisselen en de braak vervangen. In de 17e eeuw prees de Engelse agronoom Richard Weston deze Dutch Husbandry aan in zijn A Discourse of Husbandrie used in Brabant and Flanders. Dit werd de basis van de Britse agrarische revolutie in de 18e eeuw.